# Éric Bernard
Éric Bernard (Martigues, perto de Marselha, 24 de Agosto de 1964) é um ex-automobilista francês de Fórmula 1 que competiu pelas equipes Ligier, Larrousse e Lotus.

## Carreira
Ele começou no kart em 1976 e nos sete anos que se seguiram, ganhou quatro títulos franceses. Em 1983 ele frequentou a escola de corridas "Paul Ricard" e foi um dos finalistas na Volant Elf. Ele bateu seu compatriota Jean Alesi e o belga Bertrand Gachot para o prêmio, obtendo-se uma plena unidade com patrocínio na Fórmula Renault para 1984. Ele terminou na sexta posição, mas ganhou no ano seguinte, e entrando Fórmula 3 francesa em 1986. Ele venceu no ano seguinte, terminando em segundo lugar no campeonato, atrás de seu antigo rival, Alesi. Em 1988, entrou na Fórmula 3000.

## Estréia na F-1: Larrousse
Em 1989, ele foi chamado pela Larrousse para o GP da França, substituindo seu compatriota Yannick Dalmas, que estava doente. Foi uma boa estréia, pois ele chegou a estar em quinto lugar, e ainda estava em sétimo quando o motor Lamborghini V12 teve problemas a poucas voltas do fim. Bernard estava no GP da Grã-Bretanha, antes de regressar ao seu compromisso com a Fórmula 3000 pela DAMS.
Ele foi recompensado com uma temporada como test-driver para a Larrousse em 1990. Lá, ele atraiu muitos avisos positivos para o seu estilo, com diversos observadores comparando Bernard a Alain Prost. Ele marcou seu primeiro ponto com um sexto lugar no GP de Mônaco, e seu melhor resultado viria em Silverstone, no Grande Prêmio da Inglaterra, onde ele tirou um 4 º lugar.
Bernard foi escolhido para permanecer na Larrousse em 1991 para a temporada, mas a equipe estava em apuros, pois a Lamborghini levou os seus motores para a equipe Modena. Apesar disto, terminaria em sexto lugar no México, que foi o seu último ponto para terminar com a Larrousse, mas chegou ao fundo do poço não se qualificar pela primeira vez em sua carreira no GP da Itália. O pior estava por vir, quando Bernard quebrou a perna na primeira sessão prática para o Grande Prêmio do Japão, dando lugar a Bertrand Gachot, recém-libertado da prisão.

## 1993-1994: Ligier
Bernard tentava recuperar a forma, para que o seu patrocinador, a Elf, conseguisse colocá-lo em um teste para a tradicional equipe Ligier. Em 1994, com o orçamento reduzido, a Ligier viu Bernard ser promovido uma corrida "aos bancos", ao lado de Olivier Panis, até então um novato. Infelizmente, para Éric, Panis iria vencê-lo. Mas Bernard terminaria em terceiro lugar, no movimentado GP da Alemanha, mas até o GP de Jerez), ele foi sacado da equipe, a fim de acomodar o inglês Johnny Herbert. Ele ocupou a vaga deixada por Herbert na lendária Lotus, para preencher a vaga no GP europeu, sendo um preparativo para o adeus da equipe, mas o francês deu lugar ao finlandês Mika Salo.
Para 1995, ele era fortemente cogitado para retornar à Larrousse, mas a equipe fechou as portas pouco antes da temporada começar. Depois disto, Bernard passaria para os sportscars, desfrutando um considerável sucesso na série GT.

### Todos os Resultados de Éric Bernard na Fórmula 1
(legenda)
| Ano  | Equipe                 | Chassis      | Motor                    | 1         | 2         | 3         | 4         | 5         | 6         | 7         | 8         | 9         | 10        | 11        | 12        | 13        | 14        | 15        | 16        | Pontos | Posição  |
| ---- | ---------------------- | ------------ | ------------------------ | --------- | --------- | --------- | --------- | --------- | --------- | --------- | --------- | --------- | --------- | --------- | --------- | --------- | --------- | --------- | --------- | ------ | -------- |
| 1989 | Equipe Larrousse       | Lola LC89    | Lamborghini 3512 V12     | BRA       | SMR       | MON       | MEX       | USA       | CAN       | FRA 11º G | GBR Ret G | GER       | HUN       | BEL       | ITA       | POR       | SPA       | JAP       | AUS       | 0      | NC (31º) |
| 1990 | Espo Larrousse F1      | Lola LC90    | Lamborghini 3512 V12     | USA 8º G  | BRA Ret G | SMR 13º G | MON 6º G  | CAN 9º G  | MEX Ret G | FRA 8º G  | GBR 4º G  | GER Ret G | HUN 6º G  | BEL 9º G  | ITA Ret G | POR Ret G | ESP Ret G | JAP Ret G | AUS Ret G | 5      | 13º      |
| 1991 | Larrousse F1           | Lola LC91    | Ford Cosworth DFR V8     | USA Ret G | BRA Ret G | SMR Ret G | MON 9º G  | CAN Ret G | MEX 6º G  | FRA Ret G | GBR Ret G | GER Ret G | HUN Ret G | BEL Ret G | ITA Ret G | POR NQ G  | ESP Ret G | JAP NQ G  | AUS       | 1      | 21º      |
| 1994 | Ligier Gitanes Blondes | Ligier JS39B | Renault RS6 V10          | BRA Ret G | PAC 10º G | SMR 12º G | MON Ret G | ESP 8º G  | CAN 13º G | FRA Ret G | GBR 13º G | GER 3º G  | HUN 10º G | BEL 10º G | ITA 7º G  | POR 10º G |           |           |           | 4      | 18º      |
| 1994 | Team Lotus             | Lotus 109    | Mugen-Honda MF-351HC V10 |           |           |           |           |           |           |           |           |           |           |           |           |           | EUR 18º G | JAP       | AUS       | 4      | 18º      |